# پالازو کاوالی-فرانچتی
پالازو کاوالی-فرانچتی (به انگلیسی: Palazzo Cavalli-Franchetti) کاخی است در ونیز، ایتالیا، در نزدیکی پونته دل آکادمی و در کنار کاخ باربارو در کانال بزرگ ونیز است. این کاخ در سال ۱۵۶۵ توسط خانواده پاتریسیون مارچلو ساخته شد و بعداً به گوسونی منتقل شد. در قرن نوزدهم، توسط تعدادی از مالکان بزرگ، به سبک گوتیک ونیزی احیا شده است و با قاب‌بندی پنجره‌های زیبایش همراه با مدرن‌سازی داخلی و بیرونی زیباسازی شد.
از سال ۱۹۹۹ مقر مؤسسه علوم، ادبیات و هنر ونیزی بوده است و اغلب رویدادهای فرهنگی شهر را برگزار می‌کند.